# Ka-Bar
Ka-Bar（ケイバー）とは、第二次世界大戦中のアメリカ合衆国で開発された戦闘用ナイフである。1942年11月、アメリカ海兵隊が1219C2戦闘ナイフ（1219C2 combat knife）として最初に採用した。海兵隊では後にマーク2戦闘ナイフ（USMC Mark 2 combat knife）、戦闘多用途ナイフ（Knife, Fighting Utility）とも呼ばれた。アメリカ海軍では海軍マーク2多用途ナイフ（US Navy Utility Knife, Mark 2）の制式名称で呼ばれた。現在、大文字で綴った「KA-BAR」という名称はCutco社の子会社であるケイバー・ナイフ社（KA-BAR Knives., Inc.）の商標として登録されている。
現在でもケイバー社はこの名称を利用した様々なナイフを製造販売しているが、多くはオリジナルのKA-BARに倣い、刃渡りは7インチ（178mm）、刃の素材は1095炭素鋼でクリップポイント付き、握りは積層革という特徴が共通している。近年のモデルの中には、片刃や両刃のモデル、握りにクレイトン製の滑り止めを備えたモデルもある。

## 歴史
KA-BARの商標権を所有していたユニオン・カトラリー社（Union Cutlery Co.）はニューヨーク州オーリアンの刃物メーカーで、1923年の広告で初めてこの言葉を使用した。KA-BARという言葉は、ある毛皮猟師が同社に送った感謝の手紙に由来する。その猟師は熊に襲われた時、ライフル銃が弾詰まりを起こしたものの、同社製のナイフを使ってこれを返り討ちにした。記録によれば、この手紙は一部分しか読み取れず、「熊殺し」（kill a bear）の部分が「ka bar」と読めたという。1923年、同社では熊殺しの話に基づく「KA-BAR」という名前を商標として使用し始めた。同年以降、KA-BARの商標がリカッソ部に刻印されるようになった。初期のKA-BARブランドの製品にはKA-BAR Grizzly、KA-BAR Baby Grizzly、KA-BAR Model 6110 Lever Releaseなどがあった。

### 第二次世界大戦
アメリカ合衆国の第二次世界大戦参戦後、陸軍や海兵隊の兵士から、第一次世界大戦以来使用されてきたマークIトレンチナイフなどの旧型戦闘用ナイフに対する苦情が相次いだ。マークIは比較的高価で製造にも手間がかかった上、前線からの報告ではナックルダスター式のグリップ部分は鞘に収めづらく、また戦闘時の構え方を大幅に制限するとされていた。さらにマークIの刃は比較的薄かった為、ワイヤー切断や缶詰、弾薬箱の開封などの用途に使用した際に折れやすいという批判もあった。陸軍省でもこうした問題点を把握しており、様々な用途に使用できる設計で、なおかつ戦略上重要な物資である金属の消費を抑えられる新型ナイフの必要性を認めていた。
当時、海兵隊ではクリフォード・H・シューイ中佐（Clifford H. Shuey）が考案したレイダー・スチレットが戦闘用ナイフとして限定的に支給されていた。このナイフはイギリス製のフェアバーン・サイクス戦闘ナイフを改良し、金属資源のコストを抑えたものであった。当初レイダー・スチレットは海兵隊の精鋭部隊、すなわち特殊部隊マリーン・レイダースの第1海兵レイダー大隊、落下傘部隊パラマリーンズの第1落下傘大隊、第2海兵レイダー大隊などを中心に配備が始まった。レイダー・スチレットは主に刺突による殺傷を想定して設計された戦闘用ナイフで、第1レイダー大隊の隊員からは音を立てず敵を殺すことに役立つが、一方で戦闘外の用途には使いづらく、とりわけ日常的用途（食料や弾薬箱の開封など）にはほとんど使えないと評された。その後、第2海兵レイダー大隊では部隊予算を用いてコリンズ製の小型多用途マチェットを購入し、レイダー・スチレットを更新した。コリンズ製マチェットはボウイナイフを大型にしたような形状で、これに先立ち陸軍では飛行要員用のジャングル緊急生存キット（Jungle Emergency Sustenance Kit）の一部として1939年に採用していた。
制式装備として支給しうるナイフがなかった為、1942年頃に配属された海兵隊員らは各自で市販品の狩猟用ナイフや多目的ナイフを購入していた。例えばウェスタン・ステイツ・カトラリー社（Western States Cutlery Co.）が戦前から製造していたL76やL77と呼ばれるモデルはいずれも刃渡り7-インチ (180 mm)のボウイ型ナイフで革製の握りを備えていた。開戦時にもサンディエゴ海軍基地の購買部にはL77の在庫があった為、第1海兵師団や第2海兵レイダー大隊の隊員によって広く購入された。
海兵隊員向けの近代的な戦闘ナイフを調達するべく、海兵隊の装備・兵站担当部局では軍用ナイフや装備品の開発供給を行っていたいくつかのメーカーに対し、現行装備の海軍マークI多目的ナイフ（U.S. Navy Mark 1 utility knife）およびL77などの市販品を改良する形で新たな戦闘用・多用途ナイフの設計案を提出するように求めた。ユニオン・カトラリー社では、海兵隊のジョン・M・デイヴィス大佐（John M. Davis）およびハワード・E・アメリカ少佐（Howard E. America）と共に設計を行い、より強靭かつ長い刃、軽量化の為の小さなフラー（血抜き溝）の追加、ピーニング式の柄頭（後にピン式へと改めた）、直線的な鋼鉄製の鍔（後にわずかに湾曲させた）、積層革を用いた握りといった改良点が提案された。当初の試作品では刃、鍔、柄頭に明るい色合いの研磨鋼が使われていたが、艶消しコーティングおよびパーカー処理が加えられた。こうして完成した新型のナイフには、1219C2という識別名が与えられた。1219C2は海軍マークIナイフよりも刃が厚く、頑丈なクリップポイントを備えていた。その後のトライアルを経て、1219C2は海兵隊の新装備に推薦されることになる。兵站当局の責任者はこのナイフの調達に難色を示していたが、海兵隊総司令官の命令によって調達が実施された。1942年11月23日、海兵隊は公的にこのナイフを採用し、制式名称1219C2を与えた。
1943年1月27日、カミラス・カトラリー社から最初の1219C2ナイフが出荷された。海兵隊に続き、海軍でも海軍マークIナイフを更新するべく1219C2ナイフを採用し、海軍マーク2多用途ナイフ（US Navy Utility Knife, Mark 2）の制式名称を与えた。海兵隊における制式名称も、後に海兵隊マーク2戦闘ナイフ（USMC Mark 2 Combat Knife）、戦闘多用途ナイフ（Knife, Fighting Utility）と変更された。海軍では1943年末頃からダイビングナイフとしても用いられたが、海水によって握りの積層革がしばしば腐敗・破損した。
海兵隊では従来通り精鋭部隊を優先しつつも、全部隊に対して1219C2ナイフの支給を行った。1943年後半、1219C2ナイフはレイダー・スチレットを完全に更新した。かつてレイダー・スチレットを愛用したレイダース隊員らも、この新たなナイフを歓迎したという。大規模な生産が始まると、1219C2ナイフは偵察要員や工兵のほか、ピストルやM1カービン、M1918自動銃、機関銃などで武装する隊員に支給された。通常、小銃手らはナイフではなく銃剣を装備した。海軍向けに製造されたものにはU.S.N. Mark 2と刻印があったが、海兵隊員にもしばしば区別なく支給された。1944年からは希望すればどの兵科でも1219C2ナイフを受け取れるようになり、海兵隊の戦闘兵科における事実上の標準装備となったほか、新兵に対する白兵戦訓練でも使用されるようになった。精鋭部隊によってのみ使用されたレイダー・スチレットとは異なり、1219C2ナイフを用いた白兵戦の訓練は全ての新兵に対して実施された。
戦闘多用途ナイフという呼び名が示すように、1219C2は多用途ナイフとして設計されている。すなわち、戦闘用途に加えて日常的用途での使用も想定されており、これは太平洋戦線におけるジャングル戦では重要な利点となった。当初は多用途ナイフとしての設計が戦闘用ナイフとしての機能を制限しうるとの批判もあったが、実戦投入後にはその使い勝手が古参兵からも高く評価された。
第二次世界大戦後、海軍および海兵隊では引き続き1219C2ナイフを使用した。同型のナイフは軍向けの官給生産に加えて民間向けの製造も始まり、狩猟用ナイフや多目的ナイフとして広く販売された。

## 製造と商標について
最初に製造契約を結んだカミラス・カトラリー社が生産した1219C2ナイフには、刃の付け根にCamillus.NYの刻印がある。終戦までの生産数は製造を行ったメーカー中最多の100万振り以上とされている。カミラスのほか、第二次世界大戦中にはユニオン・カトラリー社、シューエッジ・カトラリー社（ShurEdge Cutlery Co., 後にRobesonと社名変更）、パル・カトラリー社（PAL Cutlery Co.）が1219C2ナイフの官給生産を行った。最初にKa-Barの商標を用いたユニオン・カトラリー社は、1897年にタイディウート・カトラリー社（Tidioute Cutlery Co.）として創業された。タイディウート社が倒産した際、その資産はウォレス・R・ブラウン（Wallace R. Brown）が引き継ぎ、社名をユニオン・レイザー社（Union Razor Co.）と改め、1909年にはユニオン・カトラリー社と再び改めた。当時の本社はニューヨーク州オーリアンにあった。ユニオンが生産した1219C2ナイフの刃には、社名ではなくKA-BARの刻印があった。戦時中の生産数はカミラスに次いで2番目の100万振り程度であった。この特徴的なトレードマークによって、1944年頃からは多くの海兵隊員がメーカーを問わずに新型ナイフを「ケイバー」と呼び始めたという。また、サンディエゴでの白兵戦訓練教官らがナイフを「ケイバー」と呼んでいた為、この愛称が広まったとも言われている。
戦後、ウティカ・カトラリー社（Utica Cutlery Co.）、コンネッタ・カトラリー社（Conetta Cutlery Co.）、カミラス・カトラリー社、オンタリオ・ナイフ社がアメリカ軍向けの1219C2ナイフの製造を担った。1945年頃から1952年にかけて、オハイオ州サンダスキーのウェスク・カトラリー社（Weske Cutlery Co.）では、在庫となっていた官給用1219C2ナイフの部品を買い上げ、メーカー名と軍の刻印を削りとった後、溝のない革製の握りを取付けて民間向けに販売した。W.R.ケース社は1942年から1943年にかけて1219C2ナイフの試作型の製造を手がけていたものの、以後は生産の契約を結ばず、また終戦後の製造も行わなかった。1992年、W.R.ケース社は試作型を元に改修を加えた記念モデルをCase XX USMC Fighting Utility Knifeの製品名で発表した。
1923年から1952年にかけて、ケイバー（KA-BAR）はユニオン・カトラリー社の登録商標であった。1952年、同社は社名をケイバー・カトラリー社（KA-BAR Cutlery Inc.）と改めた。これは戦中戦後を通じて1219C2ナイフと共に広まった「ケイバー」という商標の知名度を活用する為の決定であった。本社は以後もオーリアンに置かれた。1996年、ケイバー社はカットコー・コーポレーションの製造部門であるカットコー・カトラリー社（Cutco Cutlery）によって買収された。

## 軍用品として
現在、ケイバー社では海兵隊のほか陸軍および海軍に対しても同型のナイフの製造を行っている。いずれも形状は同一で、刃の根本の軍種を示すイニシャルの刻印と、鞘に刻印されるシンボルのみが異なる。海兵隊が現在採用しているモデルは、光の反射を抑えつつ海水への耐性を持たせるべく、刃、鍔、柄頭に黒い艶消し塗装と何層かのコーティングが施されている。
戦闘ナイフとしてのほか、ケイバー・ナイフは多用途ナイフとしての用途、すなわち缶詰の開封、塹壕掘り、木や草、ワイヤー、ケーブルなどの切断といった用途でも有用性の高さが証明されている 。1995年にはネクスト・ジェネレーション（Next Generation）と呼ばれる近代化モデルが発表された。このモデルはステンレス鋼の刃、合成皮革の握り及び鞘を備えていたものの、後に製造は中止されている。

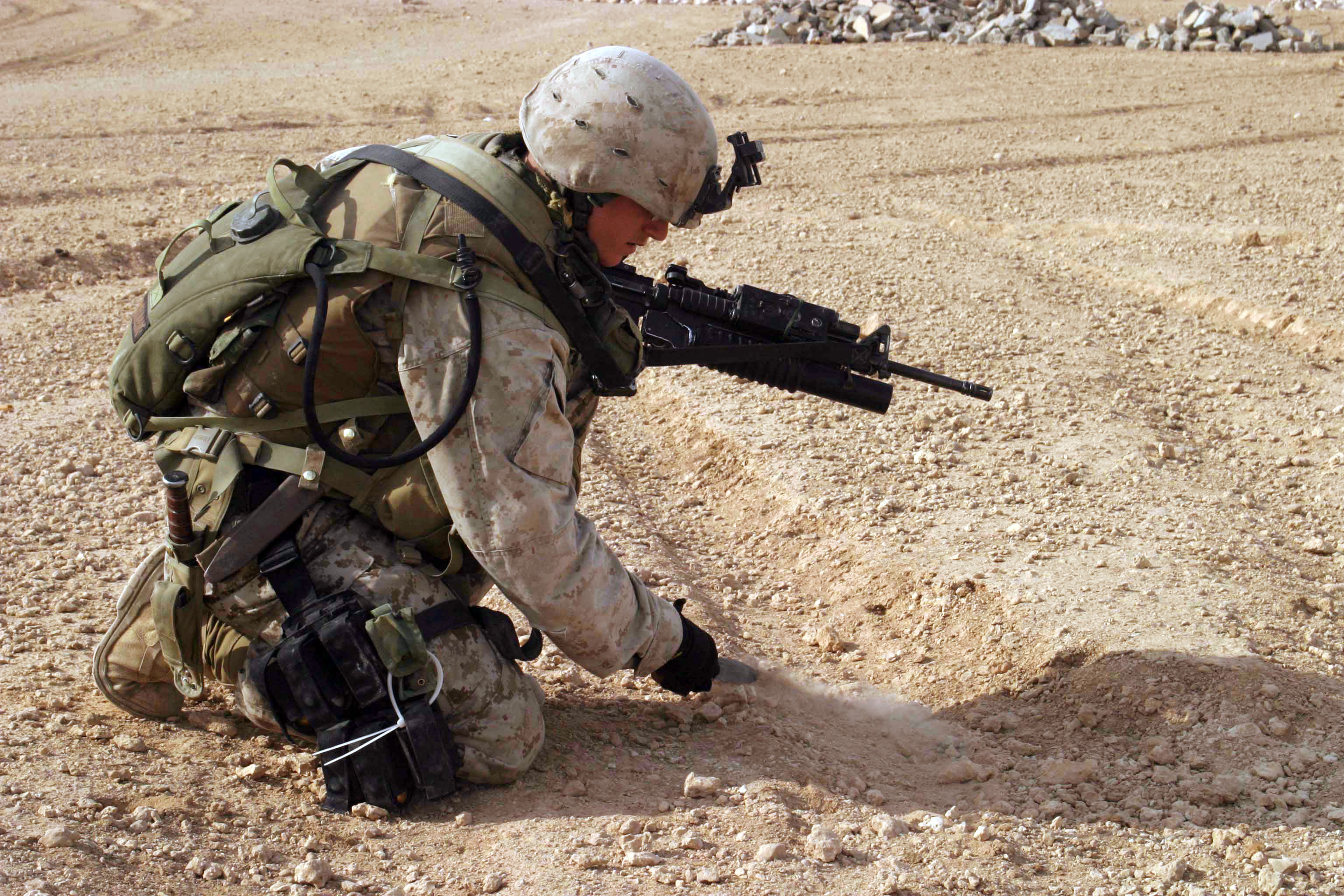
OKC-3S銃剣を使って地雷の有無を探る海兵隊員。右腰にはケイバー・ナイフも吊り下げている。（2005年、イラクにて）
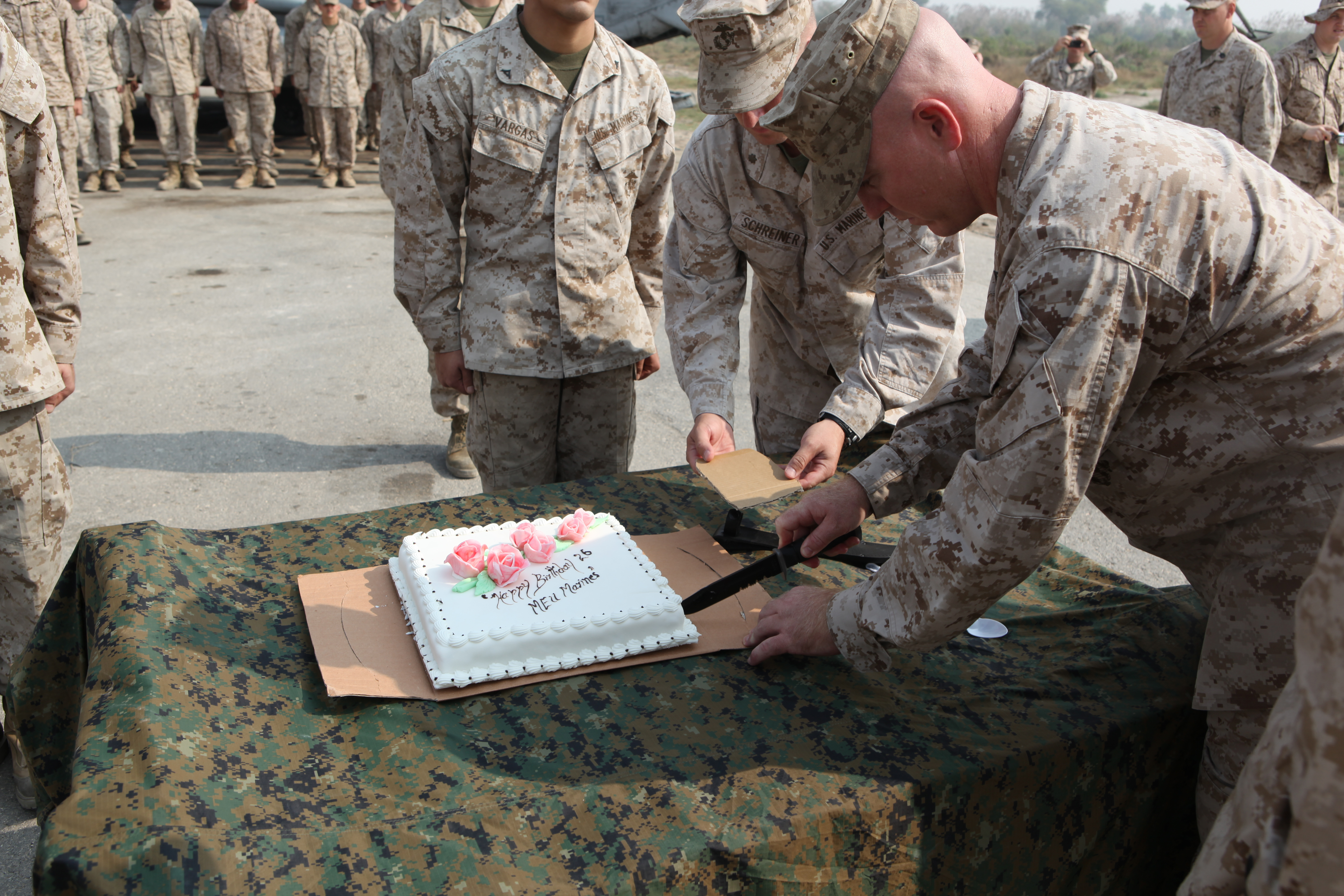
海兵隊創立記念日を祝う海兵隊員。ケーキをケイバー・ナイフで切り分けている。（2010年、パキスタンにて）
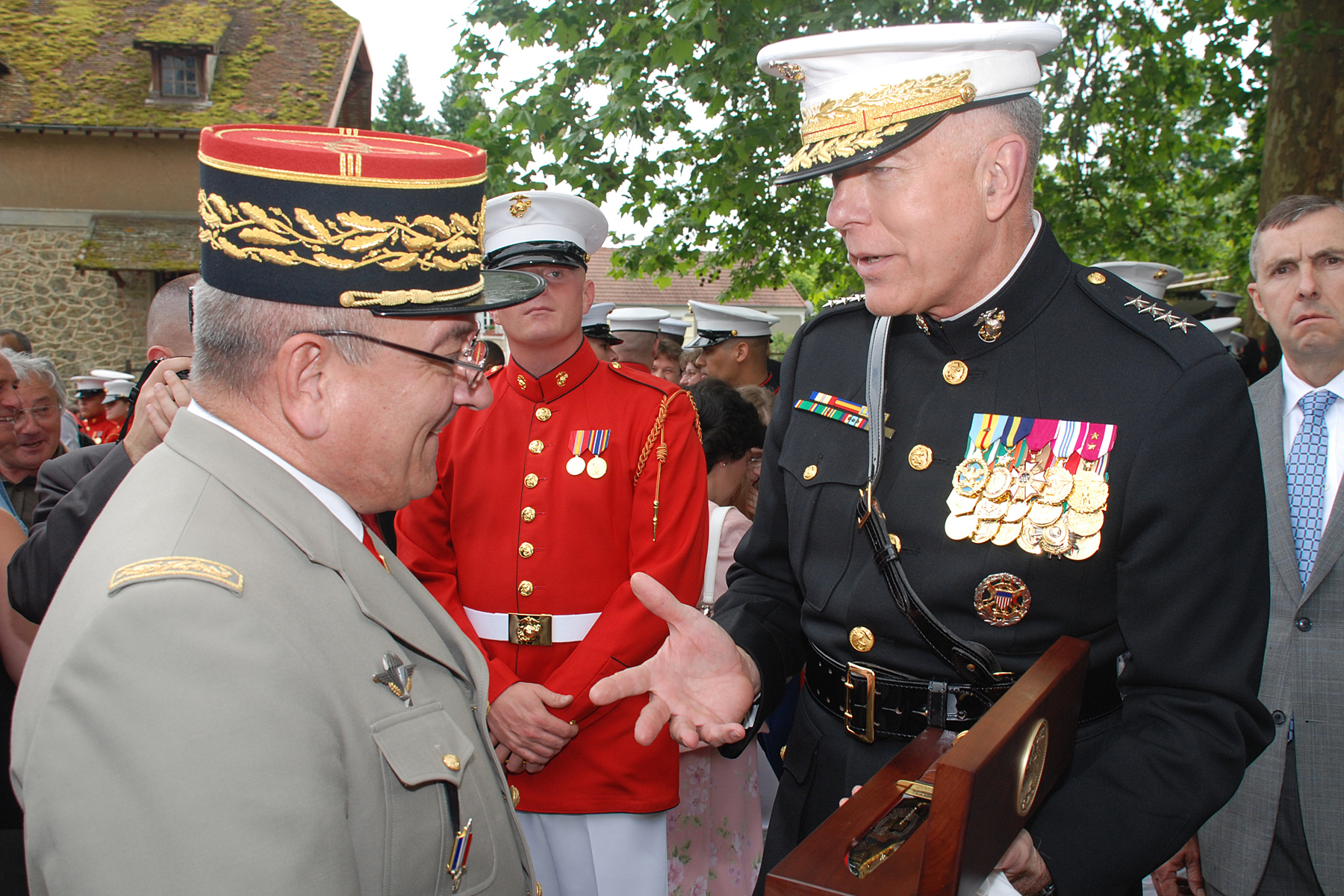
仏陸軍参謀副長イラストルザ（英語版）将軍に記念品としてケイバー・ナイフを贈る米海兵隊総司令官コンウェイ（英語版）将軍。（2008年）
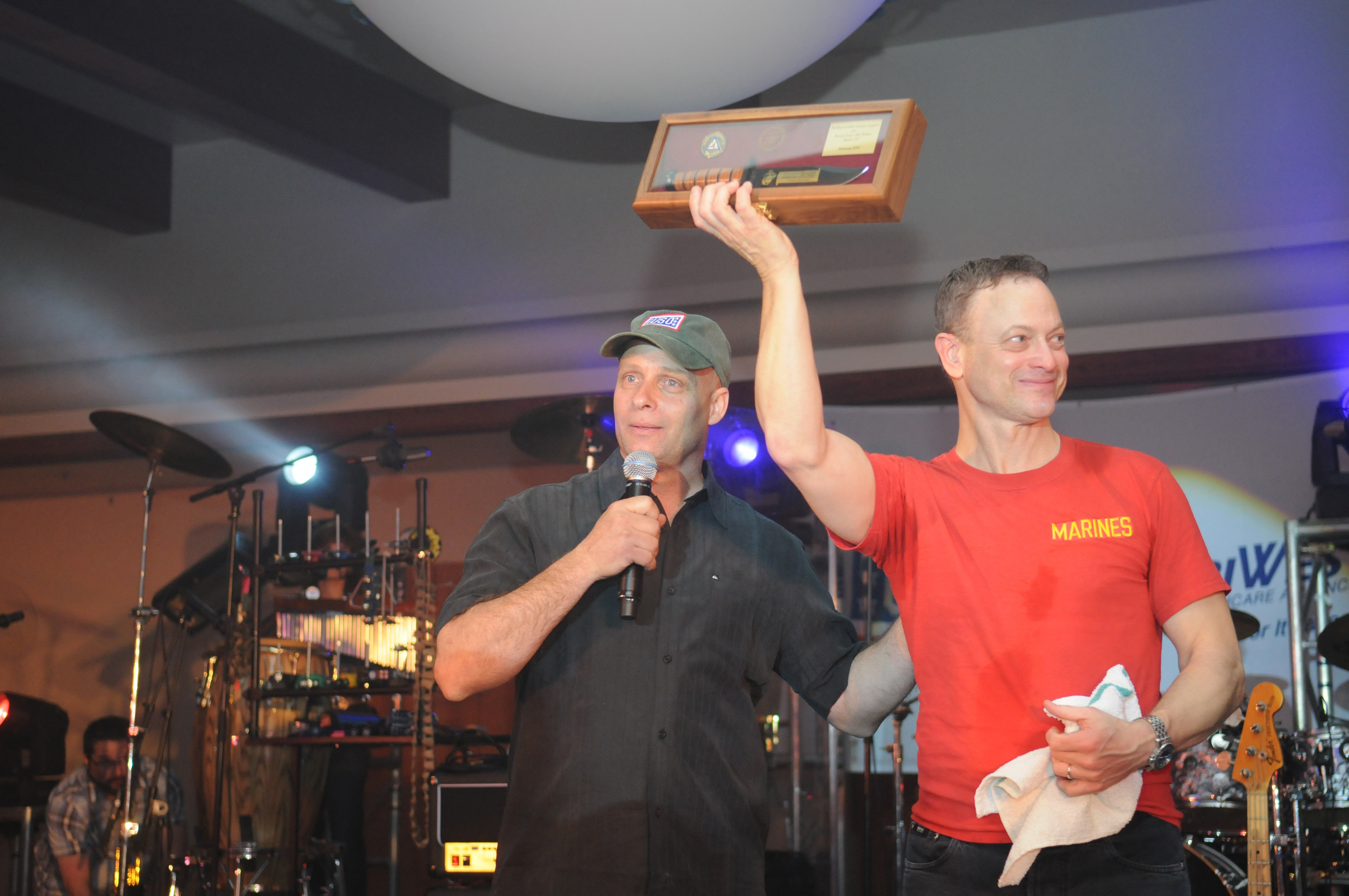
慰問局のイベントで記念品としてケイバー・ナイフを贈られたゲイリー・シニーズ。（2010年）
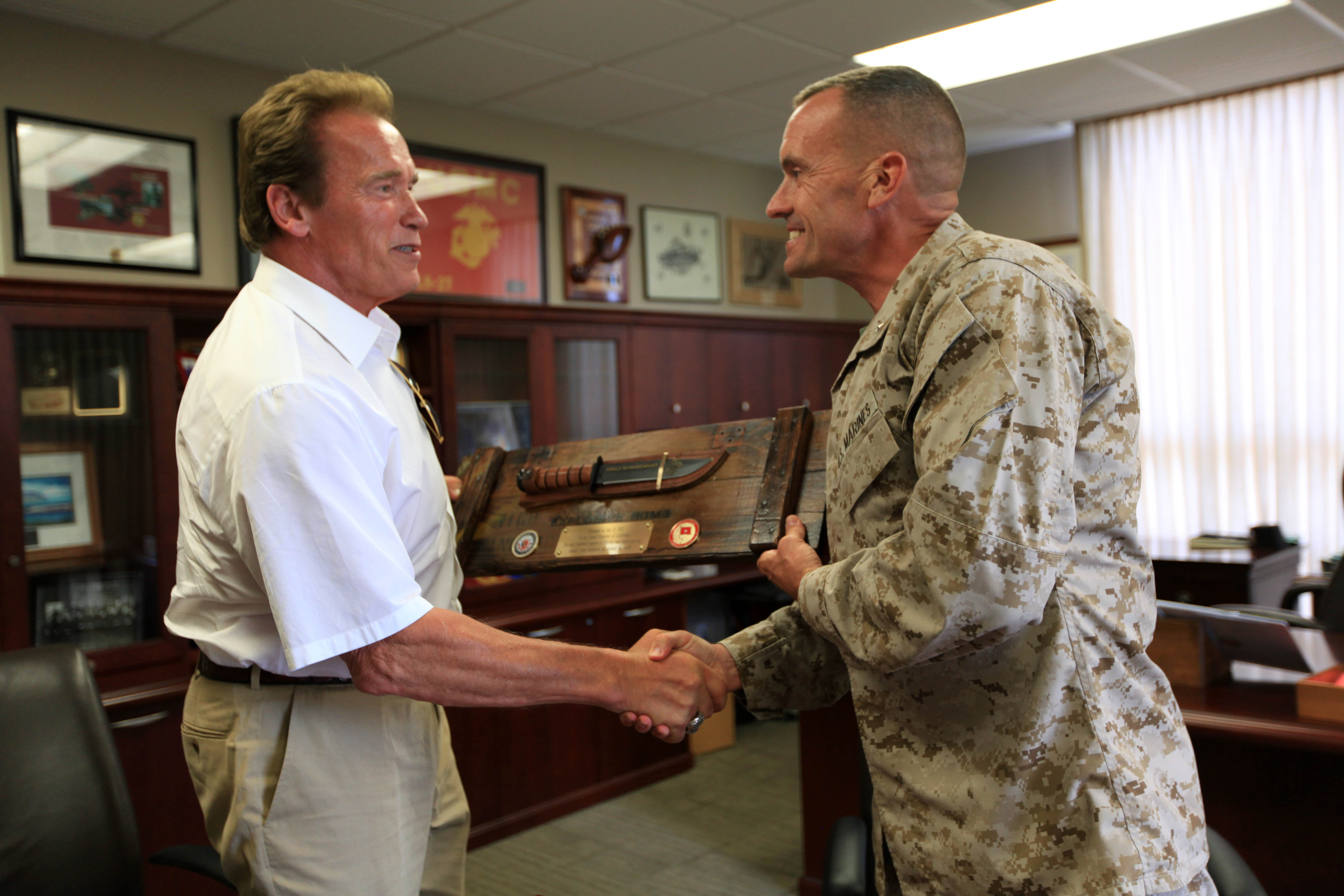
映画『エクスペンダブルズ2』の初演の為にキャンプ・ペンドルトンを訪問したアーノルド・シュワルツェネッガーにケイバー・ナイフを贈る基地司令のビンセント・A・コングリエージ准将　(2012年)
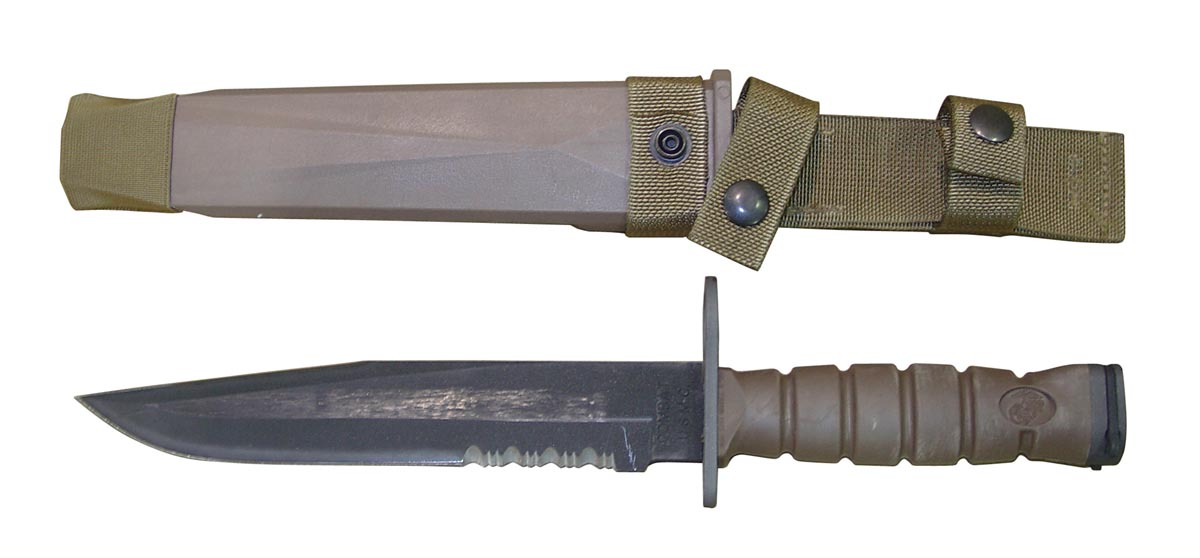
米海兵隊が採用したOKC-3S銃剣。ケイバー・ナイフの特徴を継承している。